# Erratic Valley
Das Erratic Valley (englisch Findlingstal) ist ein kurzes Tal an der Ostküste der westantarktischen Alexander-I.-Insel. Nach Norden steht es in Verbindung mit dem Ablation Valley.
Namensgebend sind die große Anzahl Findlinge, auf die eine Mannschaft der University of Aberdeen hier bei einer Kartierung des Gebiets zwischen 1978 und 1979 stieß.